# La Neuville-Vault
La Neuville-Vault település Franciaországban, Oise megyében. Lakosainak száma 208 fő (2022. január 1.). La Neuville-Vault Bonnières, Herchies, Lhéraule, Milly-sur-Thérain és Pierrefitte-en-Beauvaisis községekkel határos.

## Népesség
A település népességének változása:
| Lakosok száma | 156  | 175  | 190  | 191  | 199  | 199  | 200  | 202  | 208  |
|               | 2013 | 2015 | 2016 | 2017 | 2018 | 2019 | 2020 | 2021 | 2022 |